# Chiesa di Santa Maria della Vittoria (Roma)
Santa Maria della Vittoria è una chiesa barocca di Roma, situata in via XX Settembre all’angolo con Largo di Santa Susanna.

## Storia e descrizione
Dedicata inizialmente a san Paolo e costruita per i Carmelitani Scalzi tra il 1608 e il 1620, la chiesa fu rinominata in occasione della battaglia della Montagna Bianca (presso Praga) nella Guerra dei trent'anni, che vide una temporanea vittoria delle truppe cattoliche su quelle protestanti. Sull'altare maggiore fu posta un'icona della Madonna proveniente dalla Boemia. La dedicazione alla Madonna Regina della Vittoria fu confermata da un breve di Innocenzo X (1644-1655). Architetto della chiesa fu Carlo Maderno.

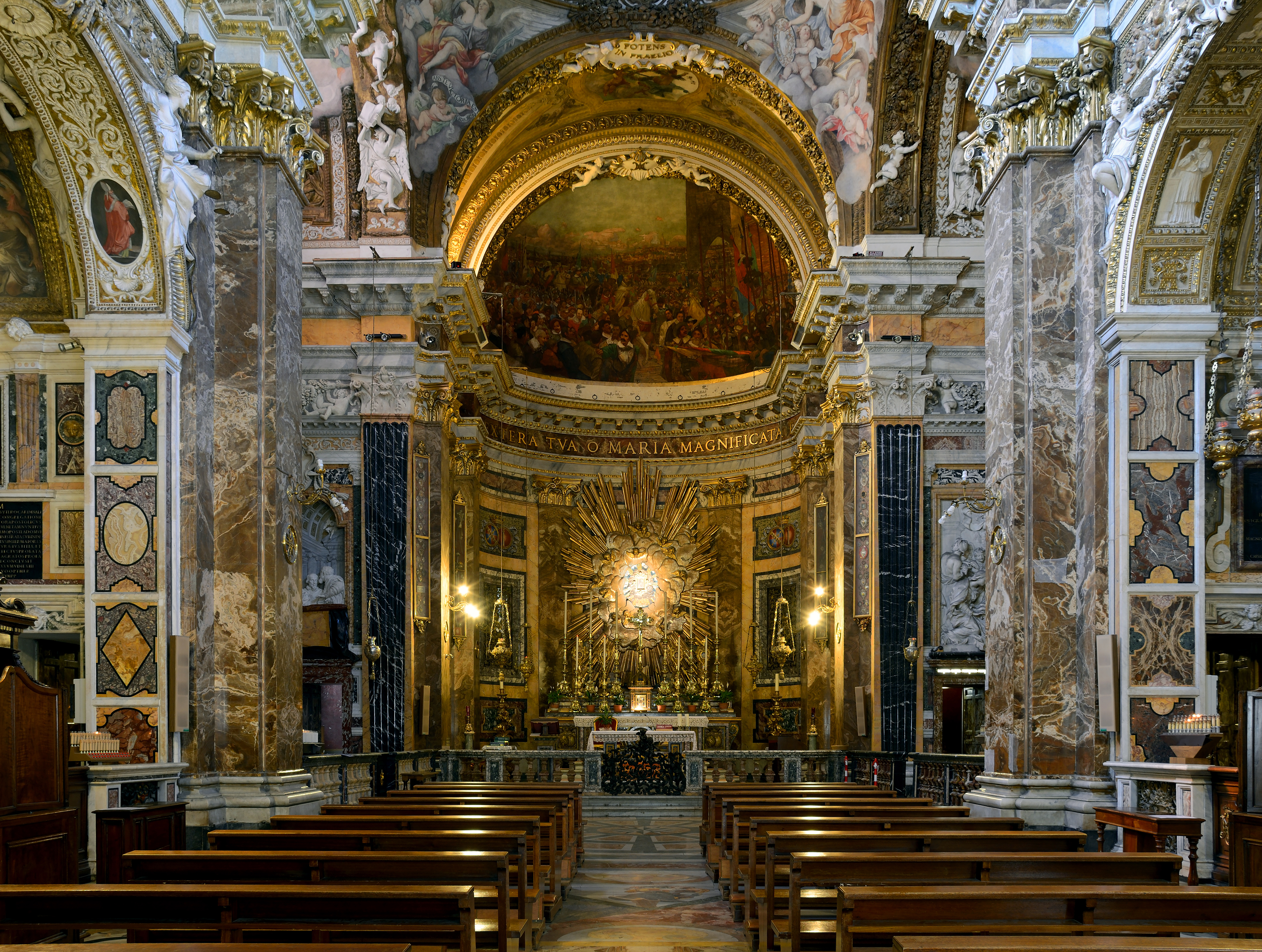
Interno della chiesa

La facciata (1626) è invece di Giovanni Battista Soria e si richiama al vicino prospetto di Santa Susanna: è su due ordini, con un timpano triangolare alla sommità e un timpano arcuato al di sopra del portale d'accesso. L'interno è costituito da un'unica navata coperta da volta a botte ed è delimitata da tre cappelle per lato; il soffitto presenta affreschi di Gian Domenico Cerrini (Trionfo della Vergine Maria sulle eresie nella navata e Assunzione della Vergine nella cupola).
Nella seconda navata destra si trova la cappella funebre della nobile famiglia Merenda.
Sempre all'interno si possono ammirare le pale d'altare del Domenichino (1630) e del Guercino, mentre nei locali della sacrestia è conservato un dipinto di Sebastiano Conca ed un San Paolo attribuito a Guido Reni.

## Estasi di Santa Teresa

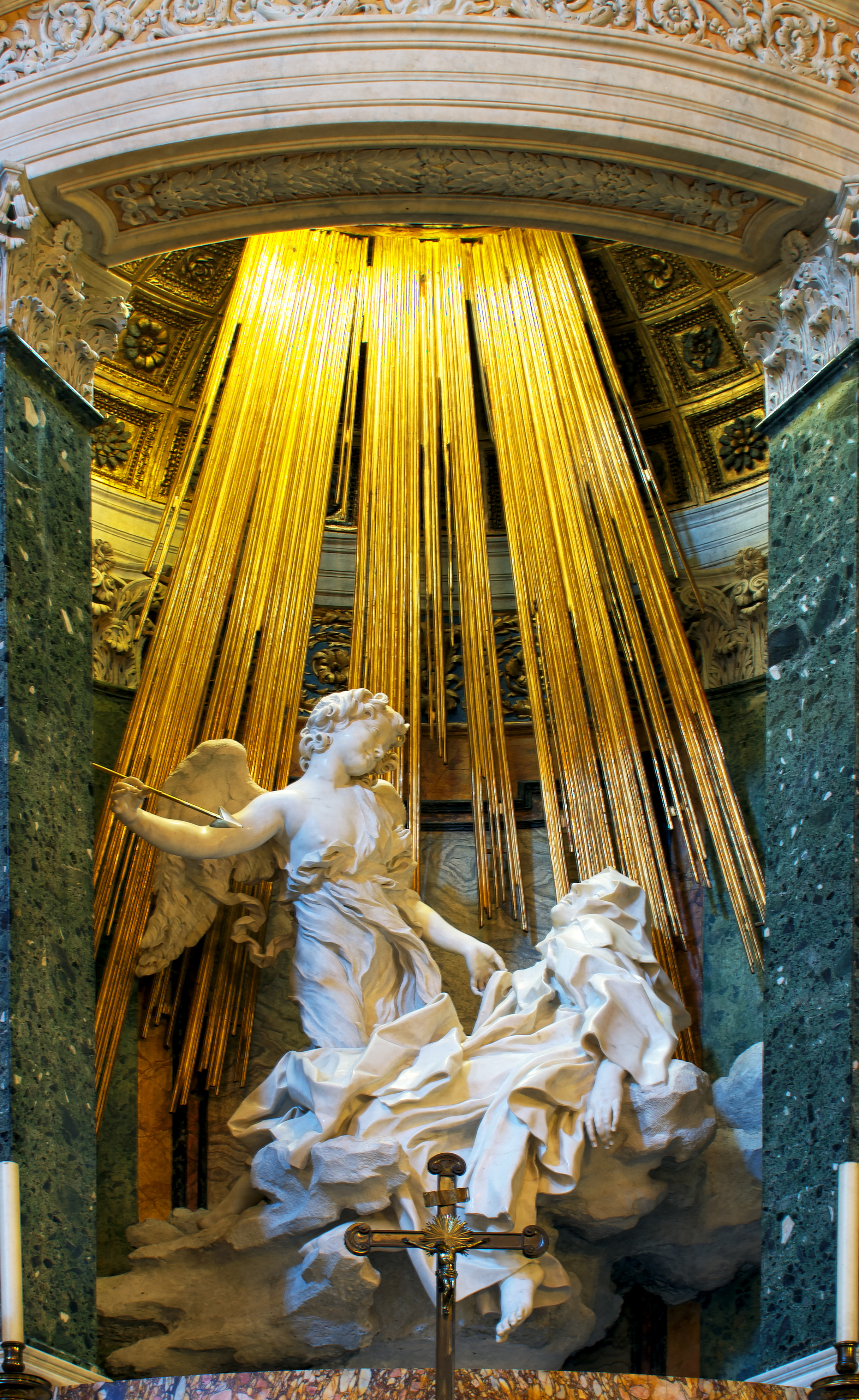
Cappella Corner: Estasi di santa Teresa d'Avila, opera di Gian Lorenzo Bernini (1652)

L'attrazione principale è l'altare del transetto sinistro, con lo spettacolare gruppo scultoreo dell'Estasi di santa Teresa d'Avila, opera di Gian Lorenzo Bernini, compiuta per il cardinale veneziano Federico Corner tra il 1644 e il 1652, durante il pontificato di papa Innocenzo X. La cappella è costituita da un altare convesso che apre il suo retroscena in uno spazio ovale, da cui la luce scende da una finestra sul soffitto, invisibile dal punto di osservazione, creando un effetto soprannaturale. Il gruppo scultoreo con santa Teresa d'Avila e l'angelo che le trafigge il cuore con un dardo sono illuminati da una luce che spiove così dall'alto, come guidata dai raggi metallici dorati sullo sfondo.
L'intero complesso sembra così una sorta di palco teatrale, e il paragone con il mondo scenico è esplicitato da Bernini nei rilievi delle pareti laterali, con i personaggi della famiglia Corner che assistono alla scena da due palchetti. Tutto l'insieme è decorato da una profusione di ori, affreschi e marmi preziosi. La santa, distesa su una nuvola, esprime la sua sensualità attraverso il piede scalzo; ciò contribuisce ad elevare l'emozionalità già presente attraverso l'estasi. Le numerose pieghe del panneggio sia del manto di santa Teresa che dell'angelo associate alla nuvola riducono al minimo il senso di corporeità delle figure.
Sulla parete laterale esterna sinistra della chiesa è possibile notare tre mensole arcuate sporgenti marmoree che sorreggono il complesso in cui trova posto la finestra che dona l'illuminazione apparentemente soprannaturale al gruppo scultoreo del Bernini, un piccolo capolavoro di ingegno che contribuisce al fascino dell'installazione.

## Galleria d'immagini

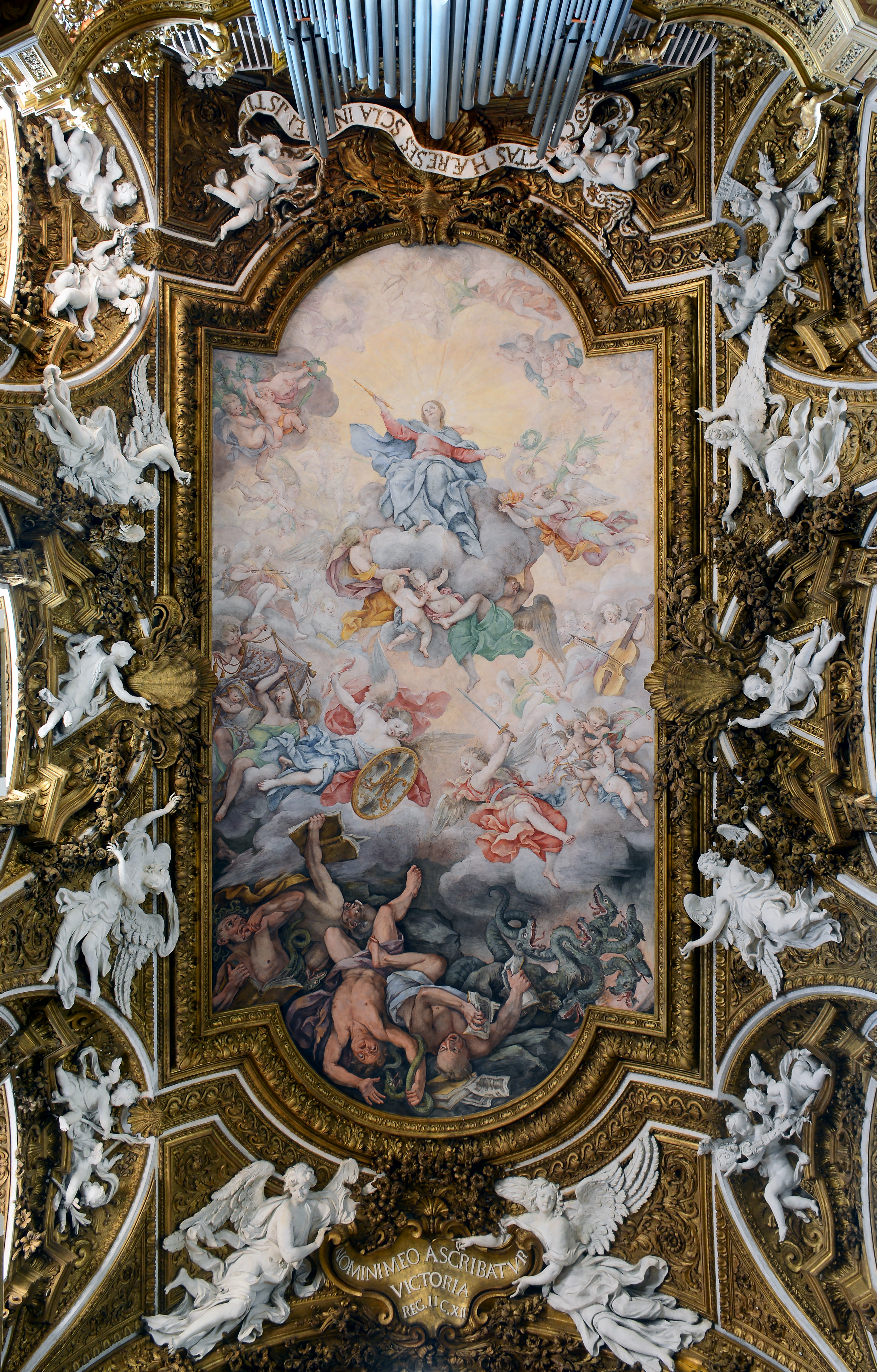
Trionfo della Vergine e cacciata dei protestanti all'inferno - affresco sulla volta, opera di Giovanni Domenico Cerrini (1675)
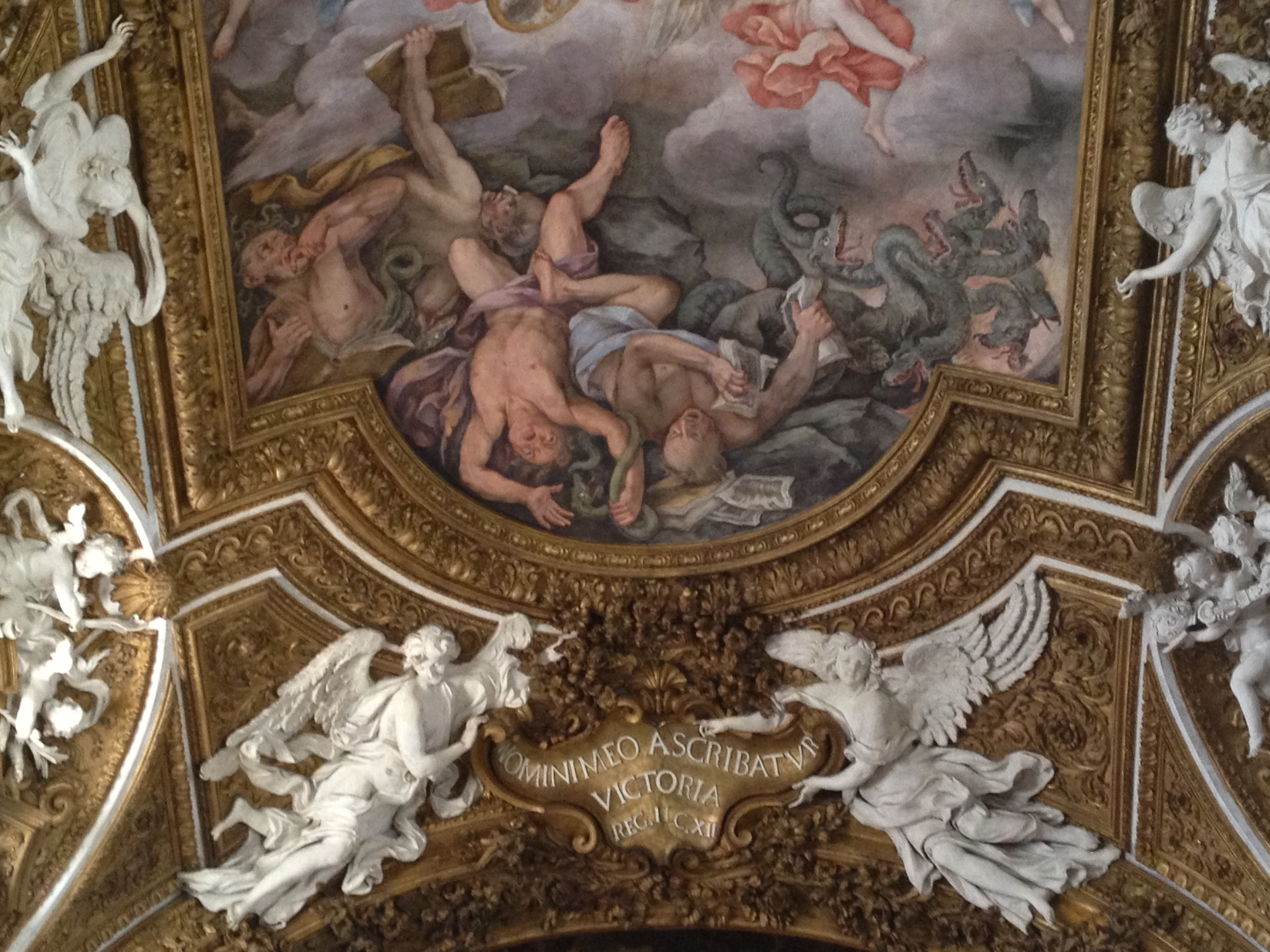
Dettaglio dell'affresco della volta (i protestanti cacciati nell'inferno)
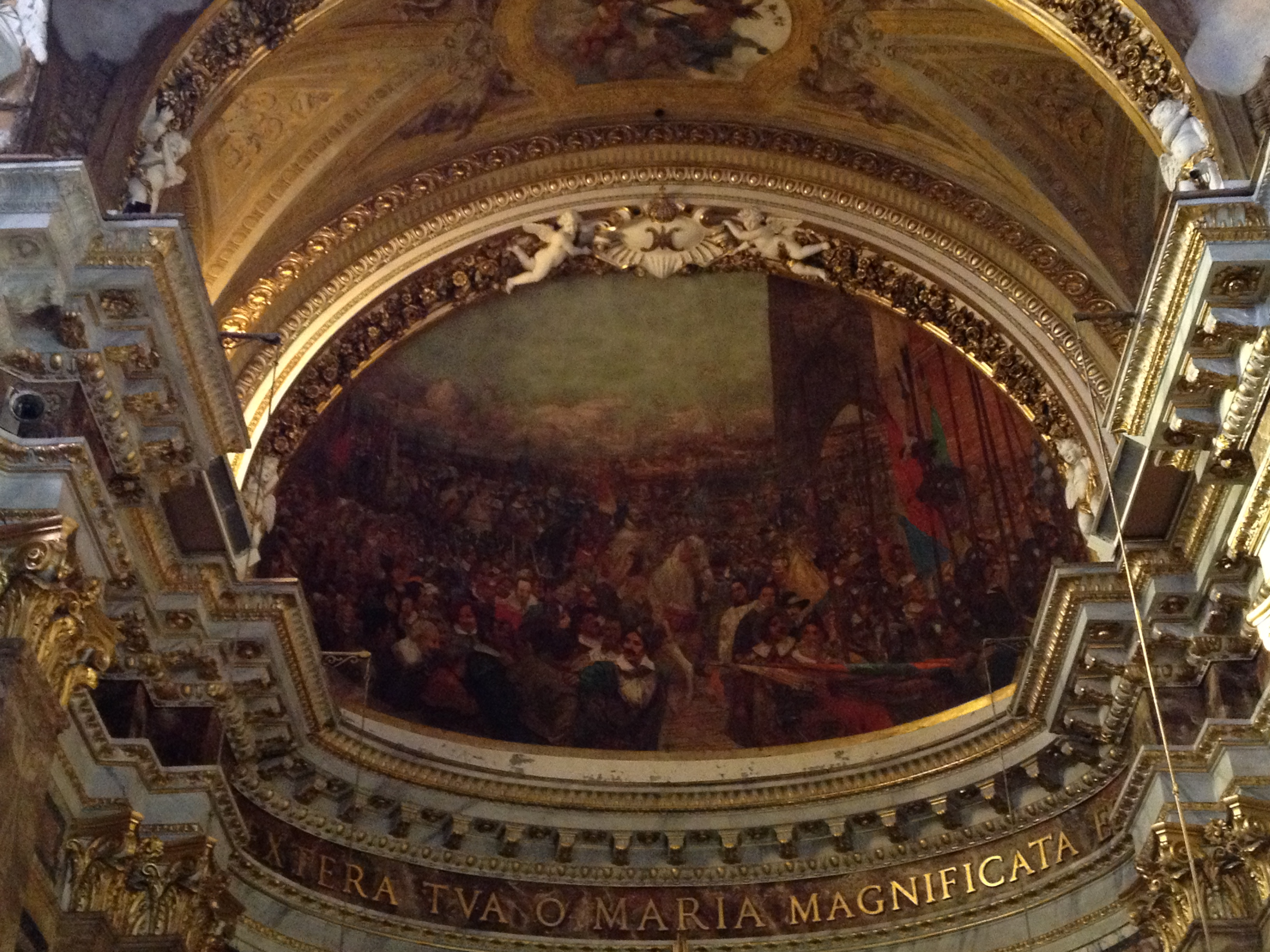
L'esercito cattolico entra in Praga dopo la vittoria alla Montagna Bianca - affresco sul catino absidale, opera di Luigi Serra (1885)
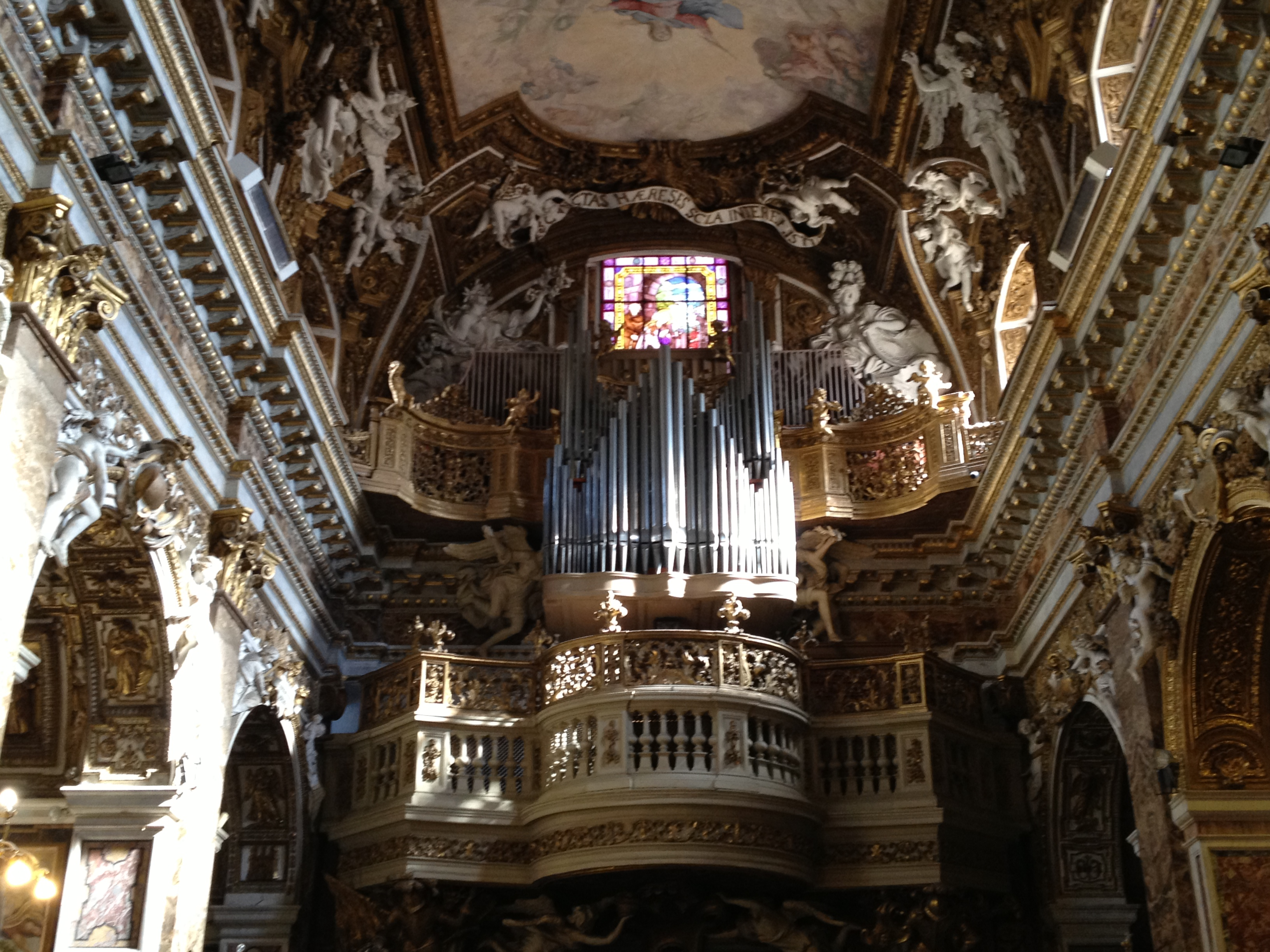
Cantoria (opera di Mattia de Rossi, 1680) e organo
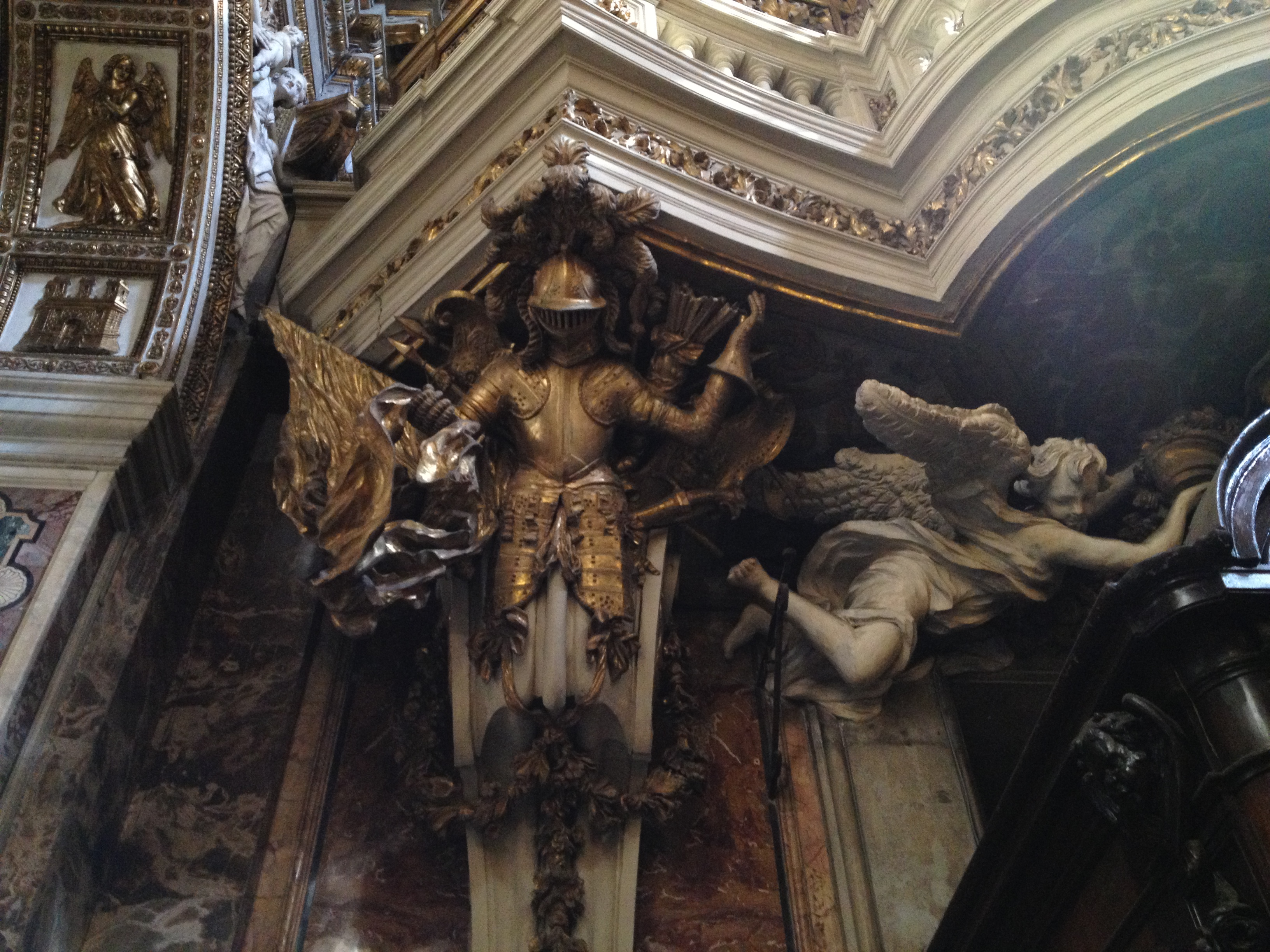
Dettaglio della cantoria, con le armature imperiali
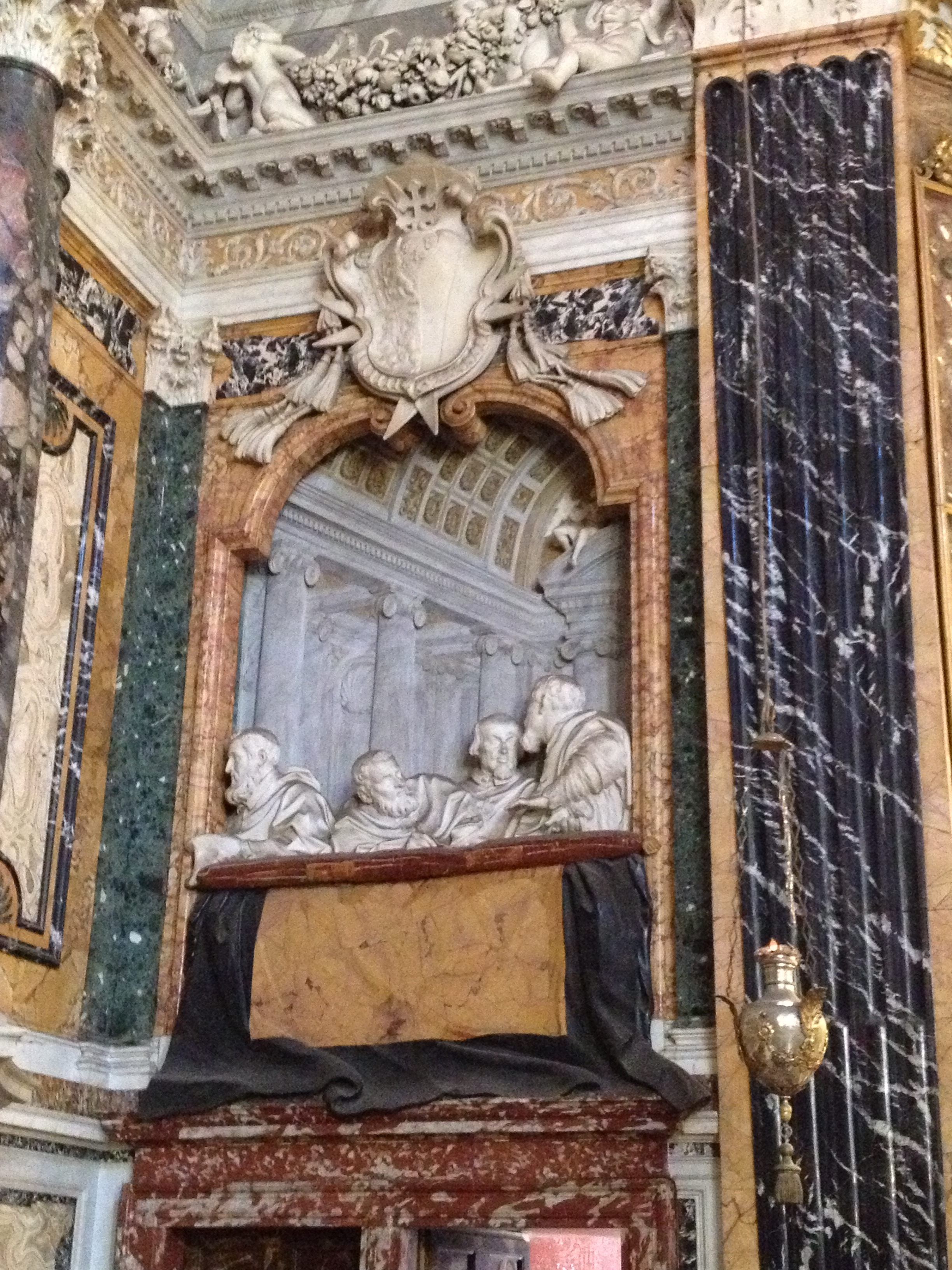
La famiglia Corner assiste all'estasi di santa Teresa - altorilievo nella cappella Corner, opera di Gian Lorenzo Bernini e aiuti
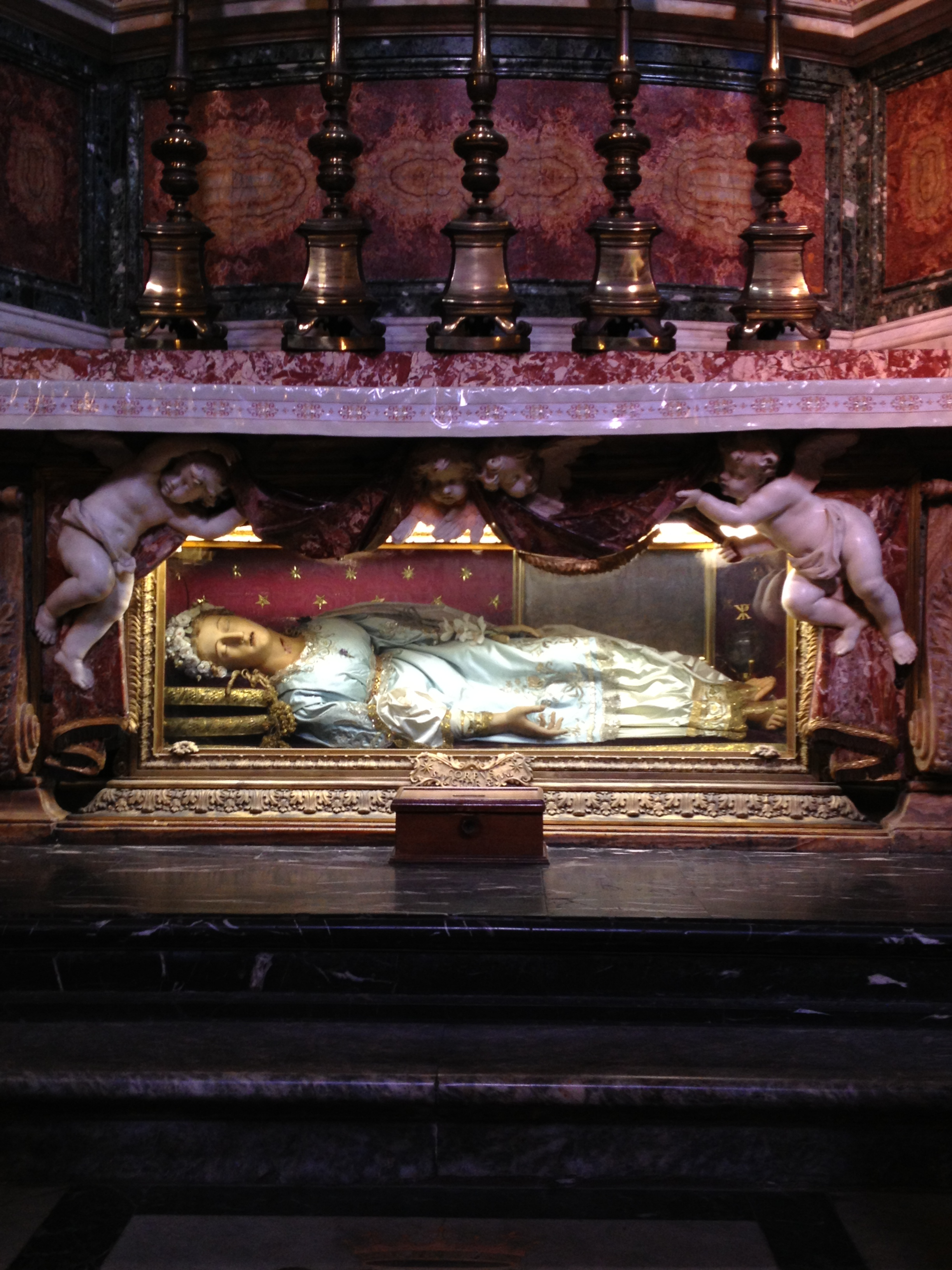
Corpo di martire - ossa rivestite di cera, altare laterale
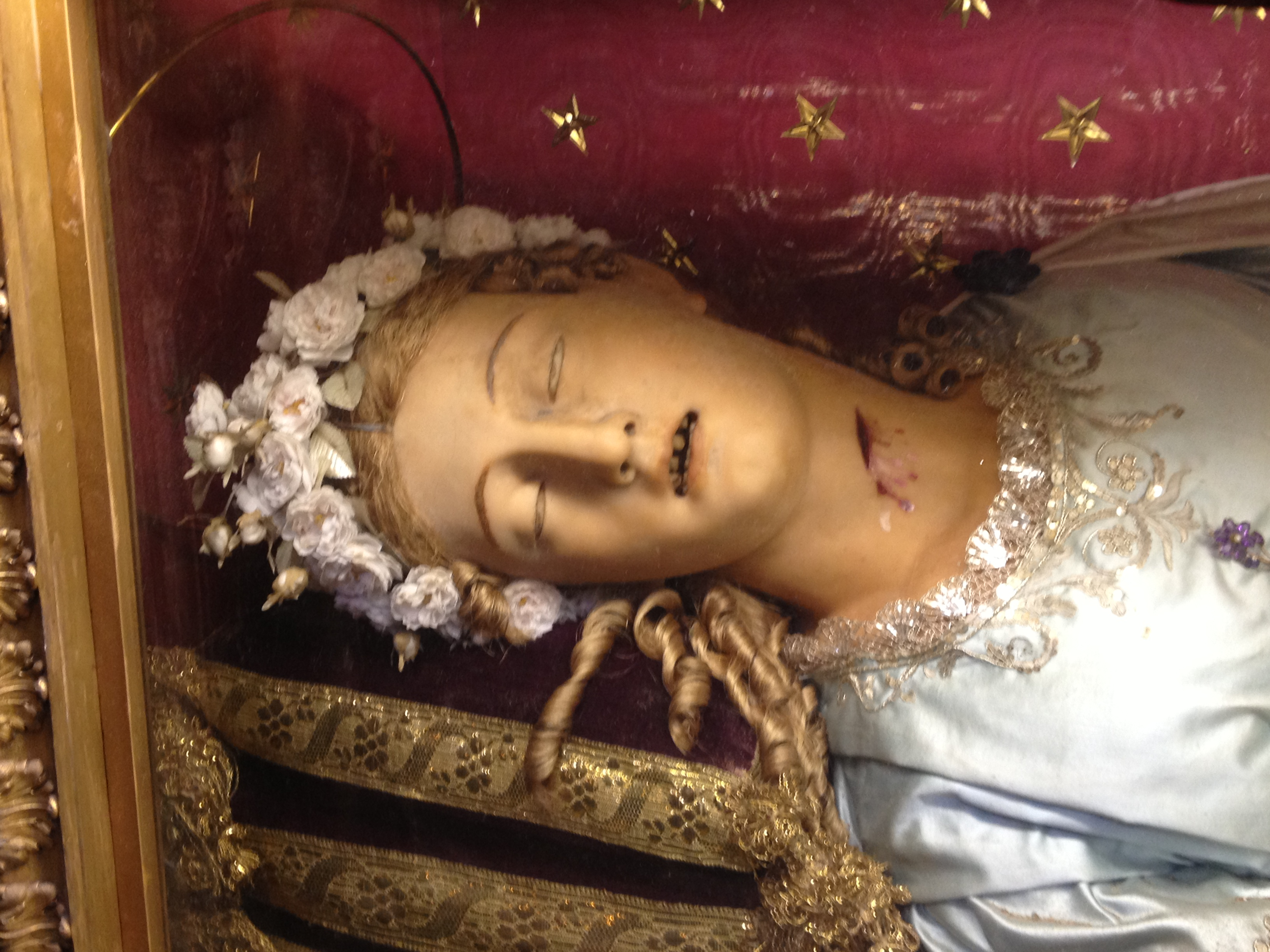
Corpo di martire - ossa rivestite di cera, altare laterale - dettaglio